# Мухаммад ибн аль-Ханафия
Мухаммад ибн Али аль-Ханафийя (араб. محمد بن الحنفية‎; 637, Медина, совр. Саудовская Аравия — 701, там же) — третий сын четвертого халифа Али. Мусульманский религиозный деятель.

## Биография
На счёт его происхождения есть несколько версий:
- После смерти пророка объявились несколько лжепророков, одним из самых влиятельных был Мусайлима из племени Бани-Ханифа. Отец Мухаммада — Али начал с ними войну, они обитали на юге нынешней Саудовской Аравии. После битвы под Акрабой с племенем Бани-Ханифа Али досталась наложница из этого племени, которую звали Хавля, от которой впоследствии родился сын[1]. Она не была царицей или дочерью шейхов этого племени, а просто происходила из него.
- В одном из боевых походов Али одерживает победу над царицей Ханафия, которая правила городом под названием Рум (не путать с Римом). Этот город был столицей государства, находившегося на территории современных Ирана и Ирака. Царица ставит условие Али: «Если одержишь в борьбе со мной победу, выйду за тебя замуж и приму со своим народом твою религию. И первого сына назову Мухаммад Ханафия»[источник не указан 2274 дня]. Али побеждает и женится на ней, впоследствии сын от этого брака был назван в честь дедушки и матери.
- Второй женой Али была девушка по имени Анифа (Ханафия), приемная дочь пророка и в честь деда и неё назван внук.[источник не указан 1333 дня]
- По арабской версии, он является внуком Хасана. Его мать была персиянкой. Есть версия, что её звали Ханафия и поэтому его звали Мухаммад Ханафия.[источник не указан 1333 дня]

Некоторые считали его законным халифом, но Мухаммад был склонен избегать раздоров. Он действовал очень осторожно, несмотря на поддержку различных фракций, которые хотели сделать его халифом. В конце концов он присягнул на верность омейядскому халифу Абд аль-Малику, от которого получал большую ежегодную пенсию.

## Потомки
Одними из активных распространителей ислама в Средней Азий являются потомки Мухаммада ибн Али: Абд ар-Рахим Баб (Карахан ата), Исхак Баб и Абд ал-Жалил Баб (Хорасан Саман Шах). От Исхак Баба: Акходжа, Аккорганходжа, Баксайыс ходжа, Диуана ходжа; от Абд Ар Рахим Баба: Карахан ходжа, Аулие ата ходжа; от Абд Жалил Баба: Хорасан ходжа, Кылыш ходжа.
Потомки этих миссионеров проживают в основном в Средней Азии, являясь членами рода ходжа.